# Harald Gundhus
Harald Gundhus (* 3. Januar 1942 in Ådal bei Hønefoss; † 10. August 2007 in Kragerø) war ein norwegischer Jazz-Saxophonist und Flötist.

## Leben
Gundhus war 1959 bis 1961 Vorsitzender eines Jazz-Zirkels in Hønefoss. Er begann mit Altsaxophon und spielte auf den norwegischen Jazz-Amateur-Meisterschaften 1960 und erhielt mit seinem Jazz Forum Octet den zweiten Preis für Bands auf dem Festival in Drammen. Auf dem ersten Jazzfestival Molde 1961 spielte er mit eigenem Quartett. 1961/62 war er Lehrer in Kristiansund, wo er im Blue Atlantic Jazzclub spielte, und danach wieder in Oslo, wo er mit einem Quintett den Publikumspreis auf einem Nachwuchswettbewerb gewann.
Er studierte Flöte und Komposition an der Norwegischen Musikhochschule (Norges musikkhøgskole) in Oslo. Das ergänzte er durch Studien bei Frank Wess und George Coleman in New York City.
Von 1970 bis 1988 leitete er eine Reihe Sing, Klatsch und Swing (Syng, klapp & swing) im Kinderprogramm des norwegischen Rundfunksenders NRK, bei dem er freier Mitarbeiter war (insbesondere im Jazzprogramm). Die Reihe war beliebt und aus ihr entstanden auch zwei Platten (Grammofonplate med barn og Harald Gundhus 1974 und Swing med oss, 1978). 1976 entstand ein an norwegischer Volksmusik orientiertes Jazz-Album Å det va du, å det va je mit Anne Karin Tønset.
In dieser Zeit wechselte er zum Tenorsaxophon und spielte in der Osloer Jazzszene in eigener Band 1985 bis 1987 mit dem Trompeter Atle Hammer (1932–2017), leitete 1979 bis 1982 eine Band gemeinsam mit dem Pianisten Eivin Sannes und 1988 eine Bigband zusammen mit dem Schlagzeuger Ole Jacob Hansen. 1982 bis 1984 hatte er auch noch in seinem heimatlichen Hønefoss eine Band (Umbraco), lebte aber seit 1983 in Oslo. Außerdem spielte er gelegentlich in der Bigband (Radiostorbandet) von NRK. 1987 bis 1989 leitete er die Vokalgruppe Caramel.
Seit Mitte der 1980er Jahre arbeitete er mit tschechischen Jazzmusikern. Mit ihnen trat er auf dem Kongsberg Jazzfestival 1988 mit der Czech-Norwegian Band auf und veröffentlichte mit ihnen das Album Jazznost (Hot Club Records 1990), auf dem auch Benny Bailey spielte, und Bohemian Nights (1993, Gemini Records, mit der Rhythmusgruppe Robert Balzar (Bass), Josef Vejvoda (Schlagzeug), Emil Viklický (Klavier)). Mit Bailey nahm er auch 1991 Why my lady sleeps auf. Er spielte 1988 und 1993 mit der Bigband von Gustav Brom und war 1992 Solist in der Bigband des Prager Rundfunks.
1991 wurde auf dem Kongsberg Festival sein Auftragswerk Gress aufgeführt. Im selben Jahr war er norwegischer Kammermusikstipendiat. 1992 leitete er die Band Tenor Gladness. 1999 erschien bei Gemini Records sein letztes Album Don´t Drop the Bop.
Er leitete das Harald Gundhus Quintett mit Terje Venaas (Bass), Roger Johansen (Schlagzeug), Emil Viklický (Klavier) und Frode Thingnæs (Posaune).
1997 zog er nach Kragerø. Die letzten Jahre waren von Krankheit geprägt.